# Metikrán
A metikrán (INN: meticrane) vérnyomáscsökkentésre használt vízhajtó gyógyszer. Japánban van forgalomban.
Készítmények:
- Arresten
- Fontiliz

Magyarországon nincs forgalomban.

## Fizikai/kémiai tulajdonságok
Fehér, szagtalan, kissé keserű ízű kristályos por. Jól oldódik dimetilformamidban, kevéssé acetonitrilben és metanolban, igen rosszul etanolban. Vízben gyakorlatilag oldhatatlan.